# Філ Габбард
Філ Габбард (англ. Phil Hubbard, 13 грудня 1956) — американський баскетболіст.
Олімпійський чемпіон 1976 року.